# Серийные убийства девушек в Цинциннати
Серийные убийства в Цинциннати — серия убийств девушек и женщин, совершенных в период с 31 октября 1976 года по 8 апреля 1978 года на территории города Цинциннати, штат Огайо. Все жертвы являлись молодыми девушками, находящимися в возрасте от 17 до 24 лет. Все жертвы были изнасилованы и задушены.  В ходе дальнейшего расследования в число подозреваемых в убийстве девушек попали сразу несколько человек, однако личность виновного установить так и не удалось. В 2022 году серия убийств получила вторую волну известности после того, как в результате ДНК-экспертизы было установлено имя убийцы, который как минимум нес ответственность за совершение одного из убийств.

## Жертвы
- 24-летняя Виктория Хинчер. Была найдена изнасилованной и убитой 31 октября 1976 года в лесистой местности на территории округа Батлер недалеко от автодороги. Девушка пропала без вести вечером 21 октября того же года после того как покинула ресторан быстрого питания «Red Lobster Restaurant», где она работала официанткой. В ходе расследования ее убийства свидетелей преступления найдено не было. Хинчер была дважды замужем и с обоими бывшими мужьями состояла в конфликте. Бывшие мужья Виктории Хинчер проверялись на причастность к совершению убийству девушки, но доказательств этому найдено не было[3][4][5]

- 18-летняя Нэнси Энн Теоболд. Девушка являлась студенткой 1-го курса в «Университете Цинциннати» и пропала без вести вечером 16 ноября 1977 года в городе Клифтон после того, как покинула ресторан быстрого питания «Arby's», где она  подрабатывала официанткой. Девушке предстояло пройти от ресторана до своего дома около 700 метров, но дома она так и не появилась. Ее полностью одетое тело с куском веревки на шее было обнаружено 28 декабря 1977 года в ручье на территории округа Батлер[6][7][8][9]

- 17-летняя Шермейн Столла. Пропала без вести 23 февраля 1978 года на территории города Цинциннати. Ее частично обнаженное тело с признаками удушения было обнаружено в сугробе 12 марта того же года также на территории округа Батлер. Результаты судебно-медицинской экспертизы установили что незадолго до смерти девушка употребляла наркотические вещества. В ходе расследования ее убийства, следователи из офиса прокурора округа Гамильтон установили, что Шермейн Стола за несколько дней до своего исчезновения ушла из дома и переехала жить к одной из своих близких подруг. Шермейн вела маргинальный образ жизни. Начиная с 13 лет, она восемь раз подвергалась арестам за совершение краж из магазинов, а также арестам по обвинению в занятии проституцией и в нарушении общественного порядка. 23 февраля 1978 года девушка находилась в доме, где проходила небольшая молодежная вечеринка. Вечером того же дня она покинула дом, после чего исчезла. Ряд свидетелей впоследствии заявили полиции о том, что Столла пыталась добраться домой автостопом. Следователи опросили всех ее знакомых, после чего сформировали ряд подозреваемых. Все они были подвергнуты допросам и проверке на полиграфе, но впоследствии обвинение в убийстве Шермейн Столла так никому предъявлено не было[8][10][11].

- 19-летняя Шерил Томпсон. Пропала без вести 26 марта 1978 года после того, как вышла из дома, чтобы встретиться со своим парнем на одной из дискотек в городе Цинциннати. Молодой человек Шерил во время расследования ее исчезновения заявил полиции, что они собирались встретиться в полночь, но девушка на дискотеку так и не явилась, после чего он отправился на ее поиски. Согласно его утверждению, он заметил ее автомобиль на одной из улиц города примерно в 5.30 утра, однако  за рулем машины находился неизвестный ему мужчина. Автомобиль девушки впоследствии был обнаружен на следующий день полицией припаркованным и запертым на одной из улиц, расположенных недалеко от улицы, где находилось здание дискотеки. Труп Шерил Томпсон был обнаружен через две недели, 9 апреля на берегу реки Литл-Майами в городе Ловленд. Девушка была полностью одета, была подвергнута сексуальному насилию и погибла от  удушения. На ее теле были обнаружены ювелирные украшения. На момент гибели она являлась студенткой «Университета Цинциннати». Согласно результатам судебно-медицинской экспертизы, тело девушки находилось в водах реки около 3 дней[12][13][14].

## Расследование
В ходе расследования в разные годы в число подозреваемых попали несколько человек. В ноябре 1977 года после своего ареста подозреваемым в совершении убийства Виктории Хинчер стал серийный убийца Ларри Рэлстон. К моменту его ареста на территории одного из пригородов Цинциннати под названием Норвуд и на территории других пригородов города были обнаружены тела 12 девушек, трупы которых были найдены изнасилованными и убитыми начиная с июня 1975 года. Во всех совершенных убийствах преступник продемонстрировал выраженный ему образ действия. Вследствие того, что убийства Шерил Томпсон, Шермейн Столла и Нэнси Энн Теоболд произошли после ареста Рэлстона, в конце 1970-х — начале 1980-х следствие склонялось к версии, согласно которой все убийства девушек были совершены разными преступниками и в регионе действовало как минимум два серийных убийцы. Рэлстон впоследствии был осужден за совершении убийств 5 девушек, но обвинение в совершении убийства Виктории Хинчер ему никогда не предъявлялось.
В 1980-м году основным подозреваемым стал 23-летний житель Детройта (штат Мичиган) Дэвид Пэйтон, который был арестован 5 ноября 1980 года в Детройте по обвинению в совершении нападения на девушку, которое произошло 28 октября того же года. Согласно показаниям пострадавшей, Пэйтон принуждал ее к занятию оральным сексом под угрозой нанесения колото-резаных ран с помощью ножа. После ареста Пэйтон попал также в число основных подозреваемых в совершении серийных убийств в Детройте. Серия убийств в городе произошла в период с 12 января по 17 декабря 1980 года, во время которой было зафиксировано 18 убийств. Подозрения в адрес Пэйтона усилились после того, как было установлено что ранее он уже попадал в поле зрения полиции за совершение аналогичных преступлений. Так он был арестован 20 октября 1979 года за попытку нападения на проститутку по имени Анита Хикс, после того как она отказала ему в предоставлении сексуальных услуг. Девушка в действительности была офицером полиции Детройта, действующей под прикрытием в рамках одной из полицейских операций. Пэйтон был признан виновным, но был осужден условно с назначением испытательного срока в виде 3 месяцев и выплатой штрафа в размере 100 долларов. Кроме этого, он был обязан пройти судебно-медицинское освидетельствование в  больнице «Herman Keifer Hospital». 30 января 1980 года, через неделю после того, как его испытательный срок подошел к концу, Пэйтон снова была арестован офицером Хиксом в нескольких метрах от того места, где произошел октябрьский арест. Ему было предъявлено обвинение в сексуальных домогательствах. Суд отложил рассмотрение уголовного дела на две недели и отпустил Пэйтона на свободу под подписку о не выезде. 15 февраля того же года Дэвид Пэйтон был снова осужден условно с назначением испытательного срока в виде 1 года и выплатой штрафа в размере 300 долларов.
Будучи одним из самых лучших спортсменов в школьные годы, Пэйтон успешно окончил школу «Highland High School» на территории Детройта в 1975 году. Его выдающиеся результаты  позволили ему получить спортивную стипендию в университете «Университет Ксавье», расположенном в  Цинциннати, куда он переехал после окончания школы, где проживал на протяжении следующих нескольких лет и выступал за баскетбольную команду университета, снова показав выдающиеся результаты. Он проживал на территории Цинциннати в тот период, когда были совершены убийства Шерил Томпсон, Нэнси Энн Теоболд, Шермейн Столла и Виктории Хинчер. Пэйтон проверялся на причастность к совершению этих убийств, однако он настаивал на непричастности к этому и в дальнейшем никаких доказательств его причастности найдено не было, вследствие чего ему не было предъявлено никаких обвинений.
В 2022-м году серия убийств получила вторую волну известности после того как на основании ДНК-экспертизы была установлена личность убийцы 19-летней Шерил Томпсон. Из следов семенной жидкости, обнаруженной на ее теле криминологи выделили ДНК преступника. С помощью публичных сайтов генетической генеалогии специалистам по генеалогии удалось сузить круг подозреваемых  до трех человек,  которые являлись членами одной семьи. Они согласились пройти ДНК-экспертизу, по результатам которой были исключены из числа подозреваемых,  прежде  прежде чем единственным подозреваемым остался еще один из их родственников по имени Ральф Ричард Хауэлл.
Ральф Хауэлл родился 16 января 1950 года на территории Цинциннати. В 1970-х он работал водителем-дальнобойщиком и курьером в газете  «The Cincinnati Enquirer». В 1983 году Хауэлл подвергался аресту по обвинению в совершении нападения и попытке убийства женщины. Жертва заявила полиции, что Ральф подобрал ее на обочине дороги и предложил подвезти домой на своей машине. Согласно ее показаниям, во время поездки Хауэлл предложил ей заняться сексом, но она ответила отказом, после чего он напал ее и начал душить, но ей удалось отбиться от него и сбежать. В конечном итоге  обвинения с Хауэлла были сняты после того, как было достигнуто соглашение о примирении сторон в связи с заявлением его жертвы, которая заявила, что Ральф загладил вред, причиненный ей им. Ральф Хауэлл погиб 29 марта 1985 года в возрасте 35 лет в ходе дорожно-транспортного происшествия на территории штата Кентукки. Летом 2022 года останки Ральфа Хауэлла были эксгумированы. Из его челюстной кости была выделена ДНК. В ходе ДНК-экспертизы было установлено, что его генотипический профиль полностью совпадает с генотипическим профилем убийцы Томпсон. Никаких улик, изобличающих его в совершении убийств  Виктории Хинчер, Нэнси Теоболд и Шермейн Столла после устанволения факта его виновности в убийстве Шерил Томпсон найдено не было. Так как на телах Теоболд, Хинчер и Столла не было обнаружено биологических следов преступника, доказать  причастность Хауэлла к совершению этих убийств посредством ДНК-экспертизы также не представлялось возможным, тем не менее он не был исключен из числа основных подозреваемых. В частности Джозеф Т. Детерс, окружной прокурор округа Гамильтон, в ноябре 2022 года на пресс-конференции заявил следующее: «У нас нет никаких сомнений в том, что Ральф Хауэлл был серийным убийцей».
Так как Хауэлл работал водителем-дальнобойщиком, следствие предположило, что он может нести ответственность за совершении убийств девушек на территории других штатов США. Впоследствии Департамент полиции города Цинциннати обратился к жителям городов штата Огайо, которые в разные годы были знакомы с Хауэллом, и создал специальную телефонную с целью установить неизвестные следствию подробности жизни Ральфа, географию его перемещений, масштаб его деятельности в попытке установить настоящее количество его жертв.